# Gemona del Friuli
Gemona del Friuli (furlanisch Glemone, slowenisch Humin, deutsch Klemaun) ist eine italienische Gemeinde (comune) mit 10.514 Einwohnern (Stand 31. Dezember 2023) in der Region Friaul-Julisch Venetien.

## Geografie
Gemona del Friuli liegt am Lauf des Tagliamento, nördlich von Udine und am südlichen Ausgang des Tagliamento-Tals. Der Ort breitet sich am Fuße des Monte-Chiampon-Massivs aus.

## Geschichte
Im Mittelalter war Gemona selbständige Kommune unter der Oberherrschaft des Patriarchen von Aquileia. Seit 1420 gehörte es zur Republik Venedig.
Am 6. Mai 1976 wurde Friaul, das in einem erdbebengefährdeten Gebiet liegt, von einem schweren Erdbeben heimgesucht, dessen Epizentrum in der Nähe von Gemona lag. Es erreichte einen Wert von 6,5 auf der Richterskala und es starben 965 Menschen. Gemona und die Nachbargemeinden Venzone und Osoppo wurden schwer zerstört. Vom berühmten Dom Santa Maria Assunta (Heilige Maria Himmelfahrt) stürzte das rechte Seitenschiff und der Campanile ein. Mittlerweile wurde alles so gut wie möglich wieder aufgebaut, auch der Campanile (Glockenturm). Im Dom stehen seit dem Erdbeben die Säulen etwas schief.

## Sehenswürdigkeiten
- Dom Santa Maria Assunta

Links und rechts des Eingangs zum Vorplatz stehen Obelisken, die jeweils von einem romanischen Atlanten getragen werden.

Die Kirche wurde im 12. Jahrhundert erbaut, aber Ende des 13. Jahrhunderts vergrößert und umgestaltet, 1337 dann erneut geweiht durch den Bischof von Parenzo. Einige Jahre später begann der Bau des Campanile (1341–69). 

Eine Inschrift bezeugt, dass die breiter als die drei Kirchenschiffe ausgeführte Schaufassade 1290 von einem Meister Johannes gestaltet wurde. Hierbei handelt es sich um den Baumeister und Bildhauer Giovanni Bono aus Bissone, der 1280–93 auch einige Reliefs und Skulpturen der Fassade geschaffen hat. Eine etwa sieben Meter hohe Statue des Christophorus von 1331 beherrscht den rechten Teil der Fassade. Sie ist das Werk des Meisters Giovanni Griglio. Ihm werden auch die Skulpturen der Galerie über dem Hauptportal zugeschrieben, in deren Mitte die Gottesmutter mit dem Kind thront, das von den Heiligen drei Königen angebetet wird. Auf der linken Fassadenseite sitzt in einer Nische der vor 1280 geschaffene Christus mit einem Buch, links davon Erzengel Michael als Seelenwäger, rechts die Märtyrerin Katharina. Die beiden Reliefs darüber zeigen Maria mit dem Kind und zwei Heiligen sowie den gekreuzigten Christus. Von den drei gotischen Radfenstern ist das große in der Mitte ganz besonders reich gestaltet. Es wurde 1334–36 von einem Meister Buzeta in Anlehnung an lombardische Vorbilder geschaffen. Das Relief im Tympanon des Portals ist vor 1280 entstanden und stammt wohl von der Vorgängerkirche. Gezeigt wird eine Deësis: Christus mit den Passionswerkzeugen als Weltenrichter, umgeben von Maria und Johannes dem Täufer, die Fürbitte leisten. Unten erheben sich die noch in Leichentücher gehüllten Auferstehenden aus ihren Gräbern.

Das Innere wurde mehrmals umgebaut. Die Kuppel über dem Chor und die Apsis in ihrer heutigen Form wurden 1428–29 geschaffen. In der ursprünglichen Basilika mit offenem Dachstuhl und sieben quadratischen Säulenpaaren wurden 1457–70 die Pfeilerpaare durch Rundpfeilerpaare ersetzt und das ganze Langhaus mit Kreuzrippengewölbe versehen. Zur Ausstattung des Domes gehören Gemälde, Kruzifixe und liturgische Geräte aus dem 12. bis 17. Jahrhunderts.
- Palazzo del Comune

Das Rathaus wurde 1502 von Bartolomio de Caprileis nach dem Vorbild der venezianischen Frührenaissance entworfen.

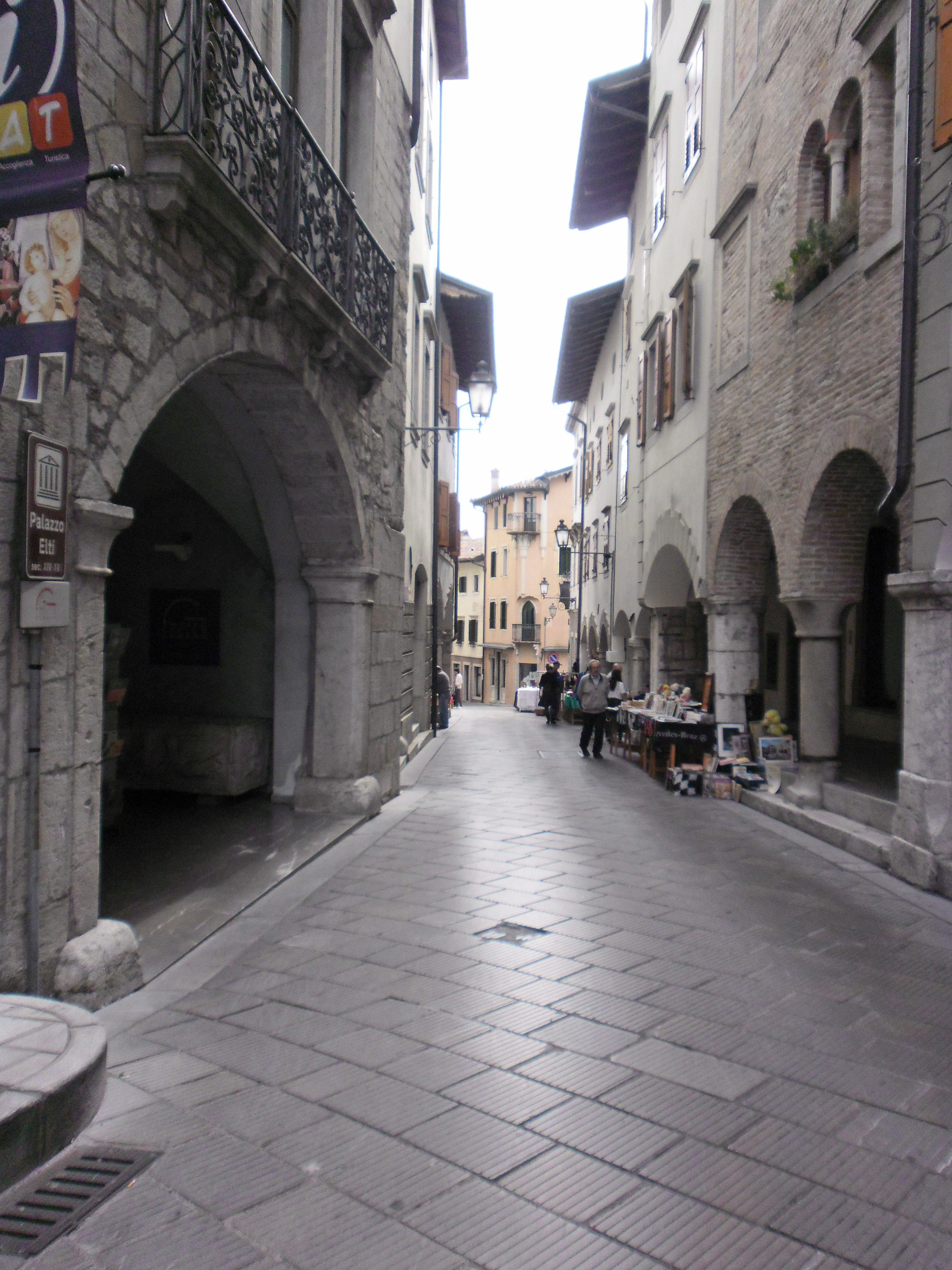
Gemona, Altstadt
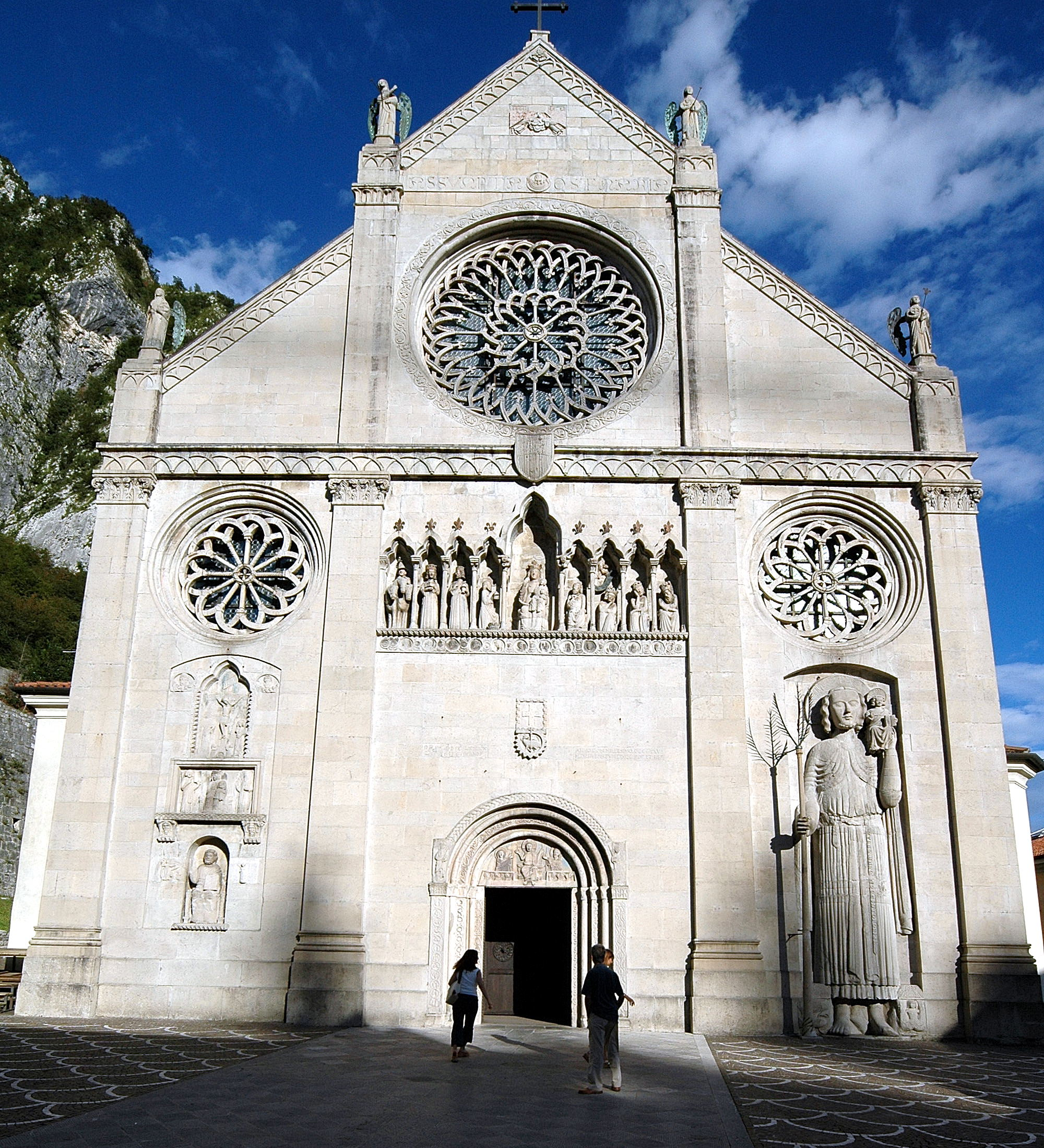
Fassade des Doms
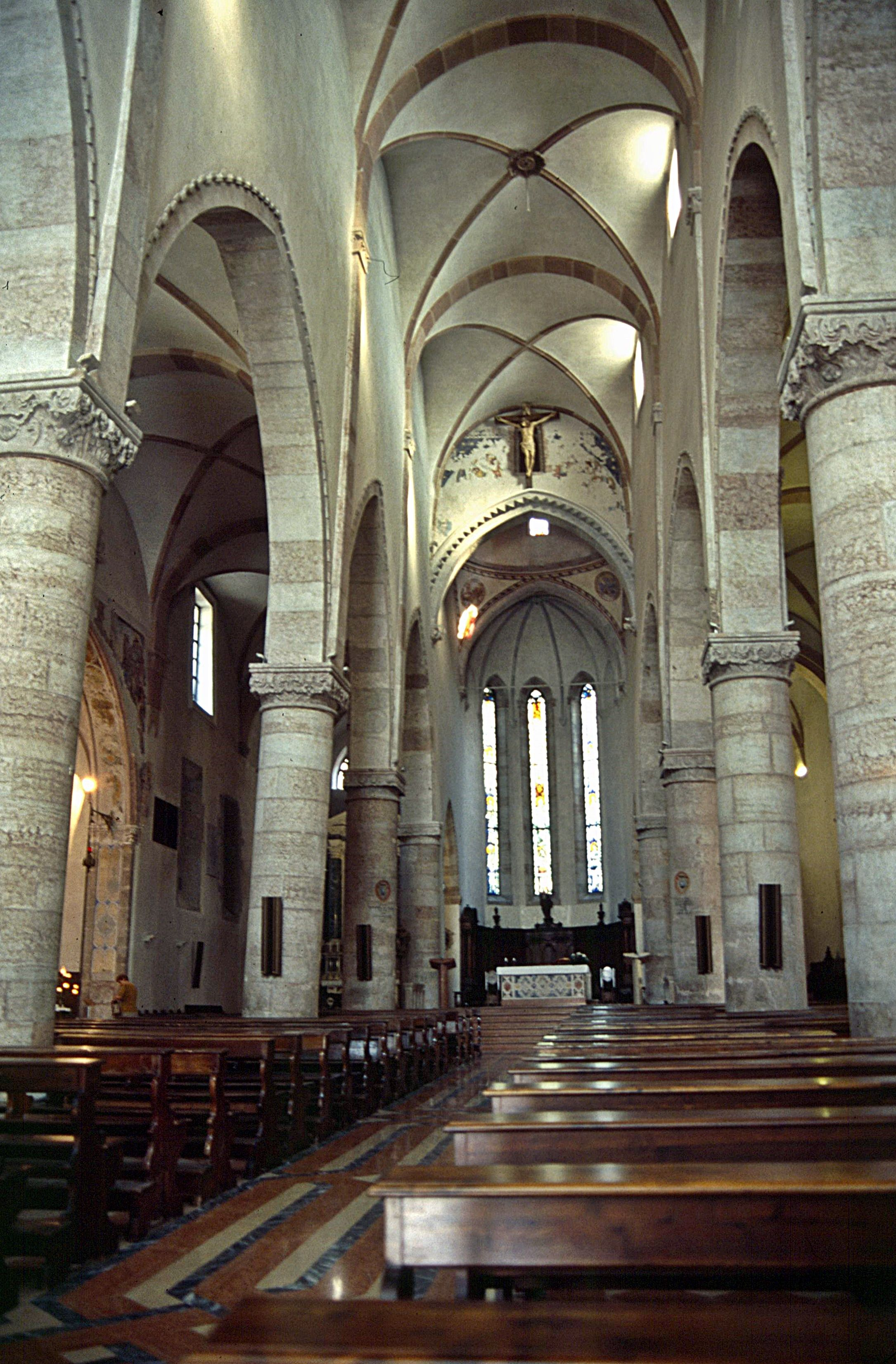
Langhaus des Doms
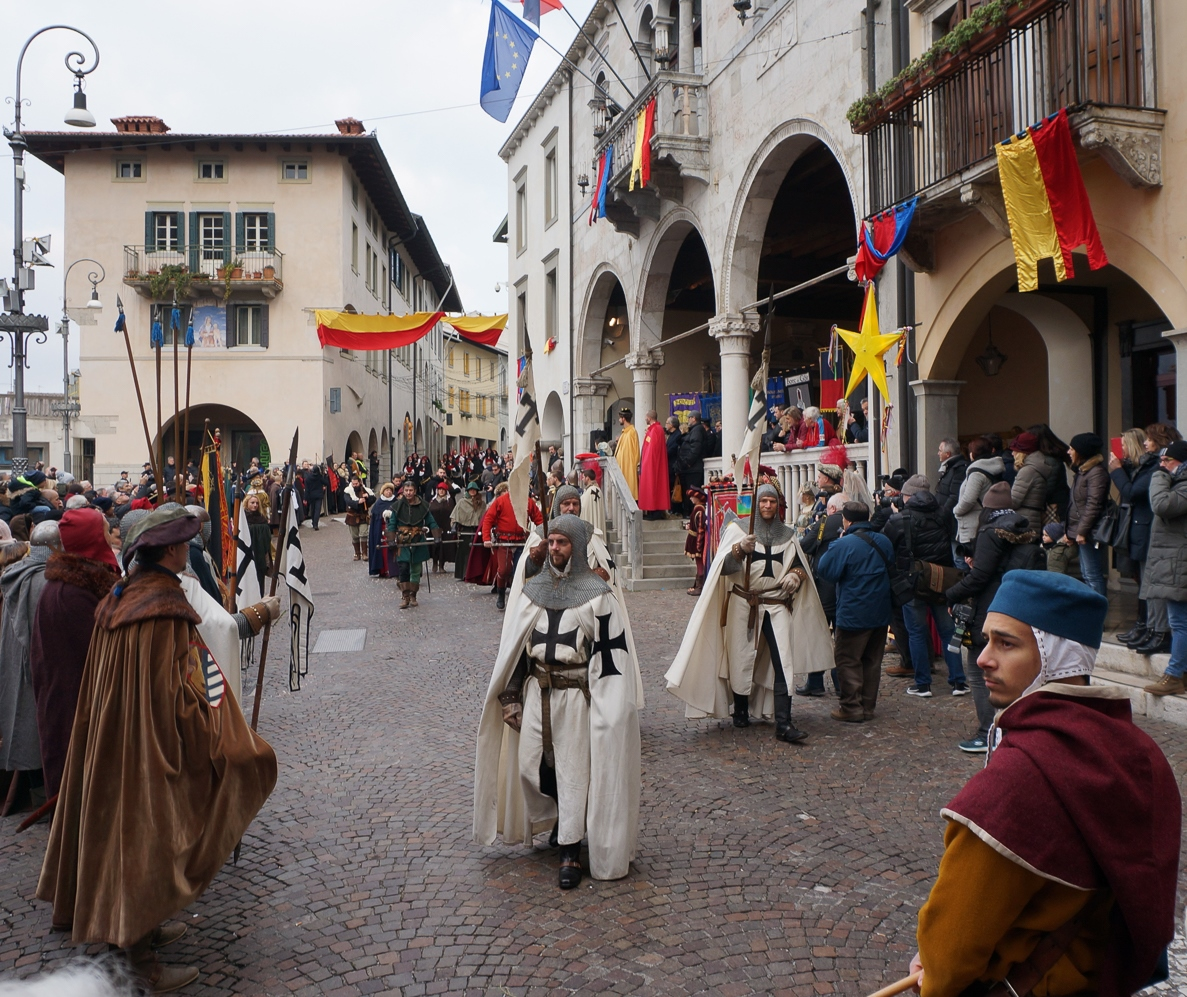
Epiphanias-Fest am Rathaus Gemona
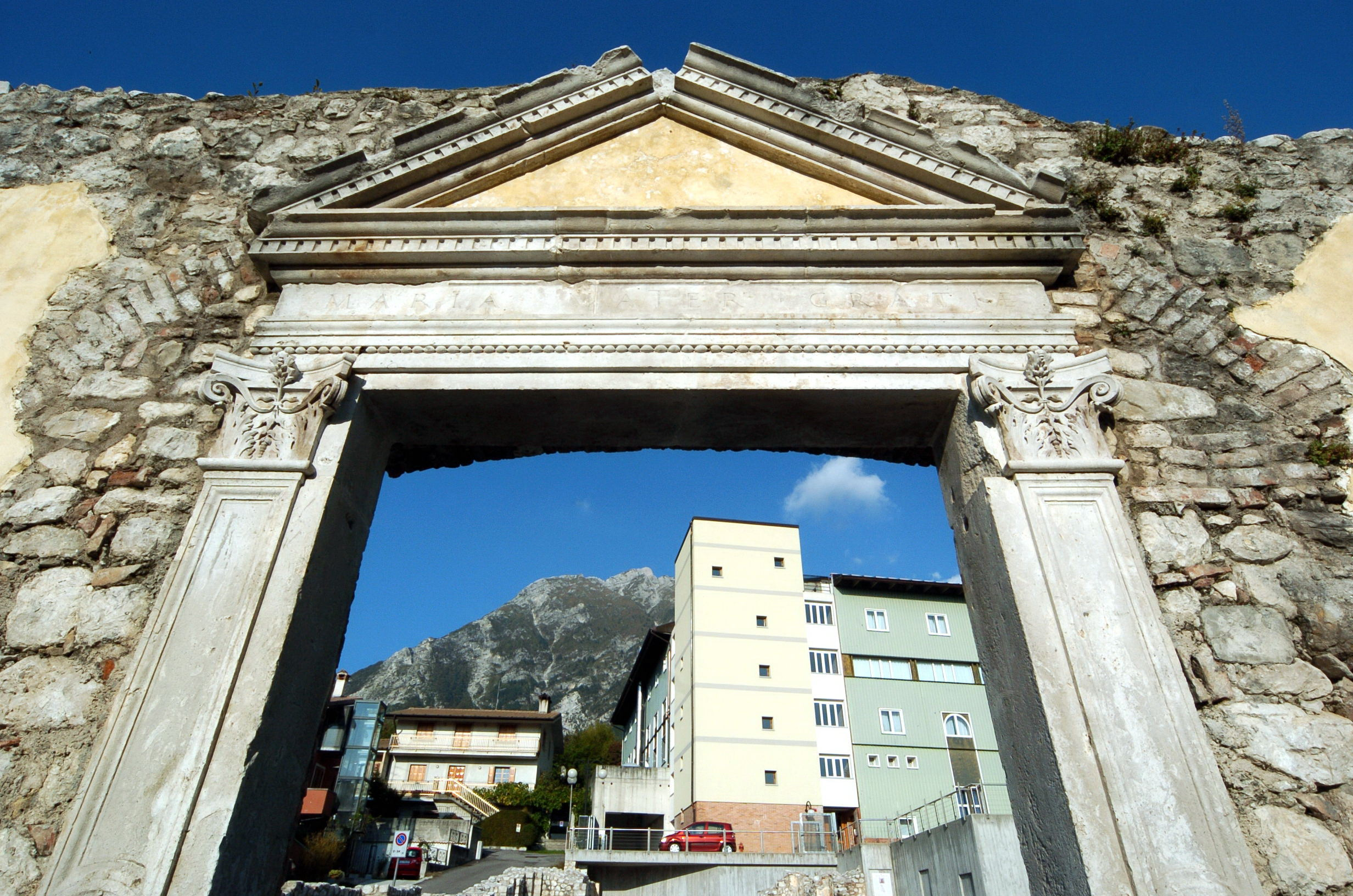
Ruine der Kirche Beata Vergine delle Grazie

## Verkehr
Der Bahnhof Gemona del Friuli liegt am Abzweig der Bahnstrecke Gemona del Friuli–Sacile von der Pontafelbahn.

## Städtepartnerschaften
- Foligno, Italien, seit 2001
- Laakirchen in Österreich, seit 2000
- Velden am Wörther See in Österreich, seit 1958 auf Initiative des damaligen Bürgermeisters Prof. Heinrich Ebner. Valentin Petritsch, der frühere Bürgermeister (1973–1997) von Velden am Wörther See, wurde im Jahr 2006 zum Ehrenbürger von Gemona ernannt.

## Söhne und Töchter der Gemeinde
- Simone Padoin (* 1984), Fußballspieler
- Marco Beltrame (* 1986), Skispringer
- Sebastian Colloredo (* 1987), Skispringer
- Ilaria Mauro (* 1988), Fußballspielerin